# Rayadurg
Rayadurg é uma cidade e um município no distrito de Anantapur, no estado indiano de Andra Pradexe.

## Demografia
Segundo o censo de 2001, Rayadurg tinha uma população de 54 127 habitantes. Os indivíduos do sexo masculino constituem 51% da população e os do sexo feminino 49%. Rayadurg tem uma taxa de literacia de 56%, inferior à média nacional de 59,5%: a literacia no sexo masculino é de 65% e no sexo feminino é de 47%. Em Rayadurg, 13% da população está abaixo dos 6 anos de idade.